# Општина Назарје
Општина Назарје (словен. Nazarje) је једна од општина Савињске регије у држави Словенији. Седиште општине је истоимени градић Назарје.

## Природне одлике
Рељеф: Општина Назарје налази се у северном делу Словеније, у крајње југозападном делу покрајине Штајерска. Средишњи део општине је долина реке Савиње и њене притоке, речице Дрете. Северно од долине уздижу се брда и планине Савињских Алпа, а јужно се уздиже планина Страдовник.
Клима: У нижем делу општине влада умерено континентална клима, док у вишем делу влада њена оштрија, планинска варијанта.
Воде: Најважнији водоток у општини је река Савиња, потом њена притока Дрета. Сви остали водотоци су мали и њихове су притоке.

## Становништво
Општина Назарје је средње густо насељена.

## Насеља општине
| - Брдо - Волог - Доблетина - Жлабор - Заводице | - Кокарје - Лачја Вас - Назарје - Поток - Прихова | - Пусто Поље - Ровт под Менино - Сподње Краше - Чрета при Кокарјах - Шмартно об Дрети |  |